# Macrocneme ferrea
Macrocneme ferrea là một loài bướm đêm thuộc phân họ Arctiinae, họ Erebidae.